# 미해군제독
미해군제독은 미국의 해군에서 가장 높은 직책을 가진 제독을 가리키는 용어이다. 현재 사용되는 미함대제독의 선임 용어가 된다.

## 설명
미해군제독은 1944년에 미함대제독이 창설되기 전에 미국 해군에서 가능한 가장 높은 계급이었다. 미해군제독의 계급은 최소한 5성 제독인 함대제독과 동등한 계급인 것으로 간주되며 조지 듀이 제독은 이 계급에 임명된 유일한 장성급 장교이다. 미해군제독은 제2차 세계 대전 등에서 미국 해군을 총지휘하는 역할을 수행했으며 미육군장군과 동등한 직책이 되었고 미국의 해군이 운영하는 함대는 미해군제독에 의해 지휘되었다.

## 같이 보기
- 제독
- 미국 해군